# Xã Peabody, Quận Marion, Kansas
Xã Peabody (tiếng Anh: Peabody Township) là một xã thuộc quận Marion, tiểu bang Kansas, Hoa Kỳ. Năm 2010, dân số của xã này là 1.382 người.